# Teva Pharmaceutical Industries
«Тева» (Teva Pharmaceutical Industries Ltd., івр. טבע תעשיות פרמצבטיות בע"מ) — міжнародна фармацевтична компанія зі штаб-квартирою в Ізраїлі. Компанія є найбільшим виробником препаратів-дженериків.
Лінійка продукції включає 1480 найменувань, які розповсюджуються в 120 країнах світу. При цьому 80% всіх продажів доводиться на країни Північної Америки та Європи. Науково-виробнича база компанії включає 44 заводи з випуску готових лікарських форм, 18 підприємств з виробництва хімічних субстанцій та 15 науково-дослідних центрів.

## Дочірні компанії
У липні 2015 року компанія Allergan, Plc оголосила про намір продати свій підрозділ дженериків до компанії Teva Pharmaceuticals за $40,5 млрд, запропонована угода завершилася в першому кварталі 2016 року.

 Станом на 03.08.2016 компанія Actavis Generics була придбана Teva Pharmaceutical Industries Ltd, (NYSE: TEVA).
| - Африка - Assia Pharmaceuticals Ltd. - Teva Pharmaceuticals (Pty) Ltd. - Ізраїль - Teva Israel. - Teva SLE. - Oncotest - TAPI Teva API Israel - Азія - Teva API India Ltd. - Teva Japan - Teva Singapore - Ratio Pharma - Північна Америка - Barr Pharmaceuticals - Plantex USA - Teva Animal Health - Teva Biopharmaceuticals USA - Teva Canada - Teva Mexico - Teva Neuroscience - Teva Neuroscience Canada - Teva Parenteral Medicines - Teva Pharmaceuticals Curaçao N.V. - Teva Pharmaceuticals USA - Teva Specialty Pharmaceuticals - Південна Америка - Teva Perú (Corporación Medco and Infarmasa) - Ivax Argentina - Laboratorio Chile - Teva Brazil | - Європа - Med Ilaç A.Ş. - Plantex Chemicals B.V. - Pliva Croatia - Prosintex — ICI - Ratiopharm GmbH - Sicor Biotech UAB (Lithuania) - Sicor Europe - Sicor Italy S.r.I. - Teva API International Spain - Teva Belarus - Teva Belgium - Teva Bulgaria - Teva Czech-Republic - Teva Classics France - Teva Finland Oy - Teva Generics Spain - Teva Group Germany - Teva Hungary Ltd. - Teva Kazakhstan - Teva Moscow - Teva Pharmaceuticals Europe B.V. - Teva Pharmachemie B.V. - Teva Pharma UK - Teva Pharma AG - Teva Italia S.r.l. - Teva Pharma Portugal Ltd. - Teva Sweden AB - Teva Pharmaceutical Fine Chemicals S.r.I. - Teva Pharmaceutical Works Ltd. - Teva Pharmaceuticals CR, s.r.o. - Teva Pharmaceuticals Ireland - Teva Pharmaceuticals Polska (Poland) - Teva Pharmaceuticals Slovakia, s.r.o. - Teva UK Limited - Teva Ukraine |